# 明徳路堂 (ウルムチ市)

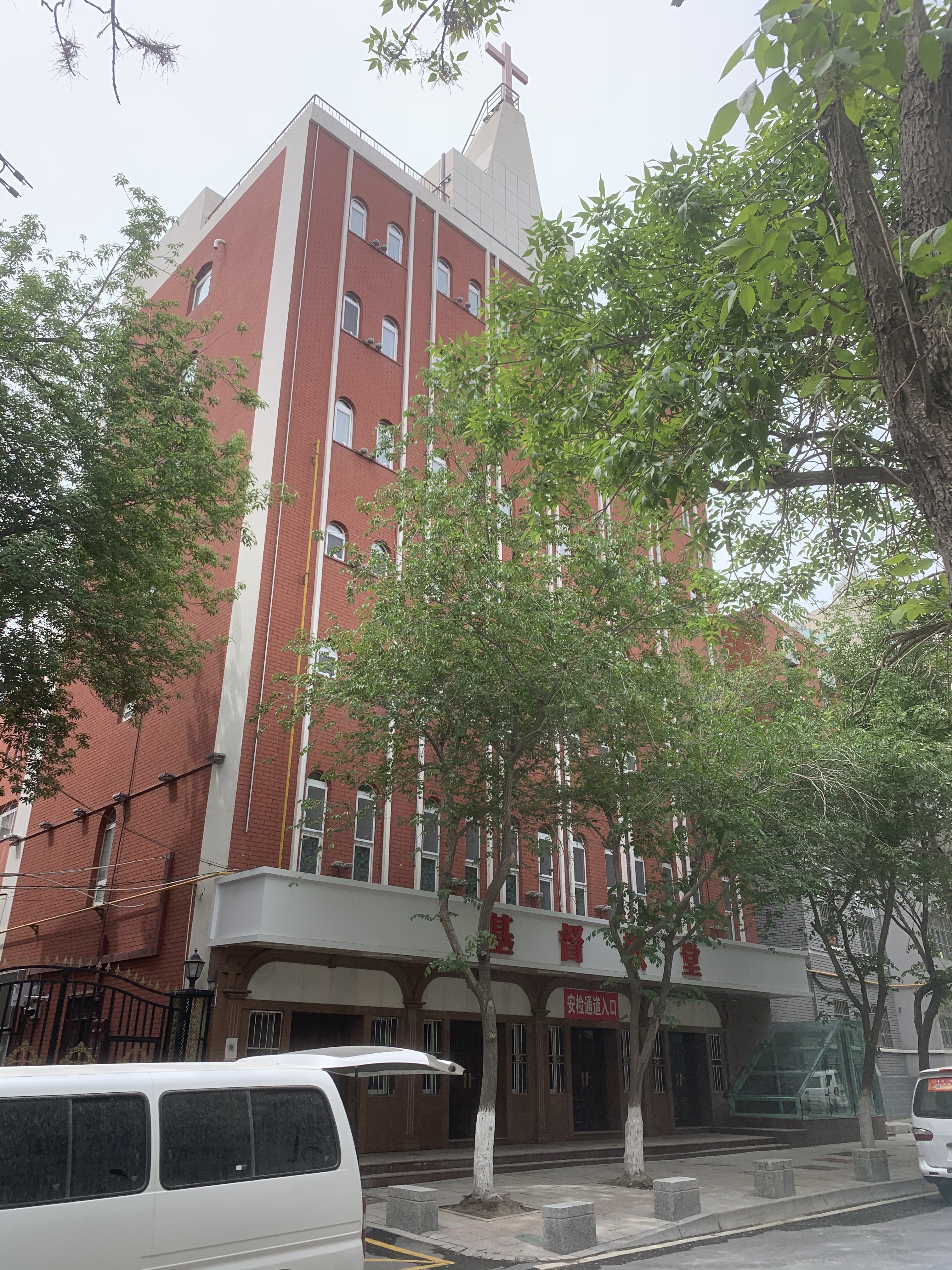
明得路堂（ウルムチ市、2021年）

明徳路堂（めいとくろどう、中国語: 明德路堂、英語: Christ's Church, Ürümqi）は、中国新疆ウイグル自治区ウルムチ市天山区明徳路120号にあるプロテスタント教会で、新疆で最大の教会である。

## 歴史
1945年2月、中国内地会（China Inland Mission）出身の李開煥と彼の妻・バプテスト出身の翟明霞はキリスト教伝道のため新疆・迪化（今日のウルムチ市）へ赴いた。8月26日、李は集会を開催し、その後全信者総会を開き、新疆での教会設立の準備を開始した。1946年3月に教会建設委員会が設立され、教会建設のための資金集めを開始し、当時の新疆総督の張治中も寄付を行っている。
李師は1959年に亡くなり、東山生態公園に埋葬されたが、彼の妻は宗教活動を続けて、1966 年に文化大革命が勃発し、宗教活動は停止を余儀なくされ、教会は電子研究ステーションとして使用された。
1978年12月、中国共産党第十一期中央委員会第三回全体会議により信教の自由政策が実施され、教会は1985年に教会へ返還された。総面積 2,400 平方メートルの新しい教会堂建設が1994年10月から実施され、1995年のクリスマス直前に完成した。

## 参照項目
- 中国のキリスト教
- 中国基督教協会
- 愛徳基金会
- ウルムチ天主経堂（英語版） - ウルムチ市のカトリック教会
- ウルムチ正教会堂（中国語版） - ウルムチ市の正教会